# عشق به سرنوشت
عشق به سرنوشت (به لاتین: Amor Fati) یک عبارت در زبان لاتین است که به «عشق به قسمت» ترجمه می‌شود. این تعبیر برای بیان حالتی بکار برده می‌شود که در آن فرد، هر‌آن‌چه در زندگی‌اش رخ بدهد را (من‌جمله درد و رنج و از دست دادن) خوب، یا حداقل ضروری بداند. 
عشق به سرنوشت با مفهوم نیچه‌ایِ «بازگشت جاودان» ارتباط وثیقی دارد. فردریش نیچه باور داشت که همه‌چیز برای بی‌نهایت بار باز خواهد گشت، و از همین رو، ایده‌ای را پرورش داد که طبق آن، فرد باید خواستار ( و حتی عاشقِ) بازگشت زندگی‌اش با کوچک‌ترین جزئیاتش باشد: 
"در قبال خود و زندگی، چه‌مقدار بایستی گشوده بشوی که هیچ‌چیز را به‌اندازۀ این بازپسین تأییدیه و صحۀ ابدی مشتاقانه آرزو نکنی؟"

## تاریخچه
این مفهوم به فلسفۀ رواقی اپیکتتوس و امپراتور رم و فیلسوف مارکوس آئورلیوس مرتبط دانسته شده‌است هر چند که در گفتار این دو فیلسوف برجستۀ رواقی، این عبارت به طور مستقیم کار برده نشده (چرا که نوشته‌های آن‌ها نه به لاتین، که به یونانی نگاشته می‌شود. نیچه بارها از این تعبیر در جا به جای کتاب‌هایش استفاده کرده است. برای مثال، در "چرا این‌چنین فرزانه‌ام" (اینک انسان، بخش ده) این‌چنین می‌نویسد:
"فرمول من برای به‌روزی انسان، «عشق به سرنوشت» است: کسی که هیچ‌چیز را به شکل دیگری نخواهد، نه در آینده، نه در گذشته و نه در تمام ابدیت. نه اینکه دقیقاً هرچه را که ضروری است بپذیرد، حداقل کم‌تر مخفی‌اش کند -تمام ایده‌آلیسم دروغگویی در صورت آن‌چه ضروری‌ست است- ولی دوستش داشته باشد."